# Gérard Thurnauer
Pour les articles homonymes, voir Thurnauer.
Gérard Thurnauer est un architecte français né le 24 septembre 1926 à Paris, où il est mort le 22 décembre 2014,, membre de l'Atelier de Montrouge de 1958 et 1981.

## Après l'Atelier de Montrouge
Travaillant seul à partir de 1979, puis en association avec Antoine Aygalinc de 1986 à 2001, il réalise des programmes de logements sociaux et d'équipements publics à Paris et dans Ia périphérie et notamment le grand programme de la Villette Nord devant la Cité des Sciences réalisé entre 1986 et 1990 (logements, bureaux, hôtels, commerces, place publique). Il construit aussi à Saint-Denis de La Réunion (97) et y renoue avec des études d'urbanisme.
Chargé du plan directeur du secteur de réhabilitation et de rénovation de la Goutte d'Or à Paris dès 1984 et de la coordination d'ensemble, il a assumé avec succès cette responsabilité jusqu'en 1999. Au Maroc, où il revient en 1991, il produit le plan d'aménagement de la baie de Tarhazoute, au Nord d'Agadir (2000) comprenant un développement touristique de 20 000 lits et la restructuration d'une petite ville satellite (10 000 habitants).
Les études et les œuvres réalisées ont fait l'objet de nombreuses publications dans la presse spécialisée et française et internationale, certains bâtiments étant référencés dans des guides d'architecture contemporaine ou des ouvrages d'historiens.
Membre de nombreux jurys de concours d'architecture, il défendra dans celui de Tête Défense-Paris en 1982, le projet de la Grande Arche de Spreckelsen jusqu'à le faire gagner et assurera auprès du maître d'ouvrage un rôle d'architecte conseil pendant sa réalisation (1986-1990).
S'intéressant dès sa formation aux problèmes de la ville, Gérard Thurnauer a été vice-président de l'association 75021 qui a permis à une quinzaine d'architectes, de lancer en 1989 un manifeste sur le Grand Paris. Sa position critique a été aussi remarquée à l'occasion de publications d'articles dans différentes revues. Militant sans relâche pour la place de l'architecture dans la Cité et son rôle social, ses relations avec la formation et la culture, Gérard Thurnauer a siégé dans de nombreuses instances nationales. Soucieux des rapports entre l'art et l'architecture, il a fait partie du Conseil d'administration du Centre national des arts plastiques.

## Principales études et réalisations
- 1979-1980 : Consultation « Tête Défense », La Défense
- 1980 : Hôtel résidence de 400 lits, golf de Saint-Cyprien
- 1981 : Immeuble de 17 logements, rue de Valence, Paris 5e
- 1980-1981 : Ensemble de 151 logements et commerces, Cergy-Pontoise
- 1982-1984 : Immeuble de 109 logements PLA, ZAC du chemin de Croissy, Torcy (Seine-et-Marne)
- 1982 : Immeubles de logements, rue de la Réunion, Paris 20e
- 1983 : Crèche familiale, garderie et LCR, Cergy-Pontoise
- 1982 : Plan masse et mission de coordination, ZAC Saint-Blaise, Paris 20e
- 1983-1985 : Ensemble de 37 logements PLA, rue Claude Decaen, Paris 12e
- 1983 : Immeuble de 63 logements, rue des Cévennes, ZAC Citroën-Cévennes, Paris 15e
- 1986 : Galerie d’Art, Place de la Défense, La Défense
- 1984 : Ensemble de 5 ateliers d’artistes, rue de la Réunion, Paris 20e
- 1984-1985 : Extension d’un groupe scolaire, rue de Lesseps, Paris 20e (2e extension et restructuration en 1991-1994)
- 1984 : Rénovation et réhabilitation du secteur de la Goutte d’or, Paris 18e
- 1984-1990 : La Villette Nord, ensemble comprenant des logements, un hôtel et des parkings, Parc de La Villette, Paris 19e
- 1986-1990 : Bagnolet zone verte, réhabilitation de 320 logements, construction de 70 logements, Paris 20e
- 1987 : Concours « villa citoyenne, logements et ateliers, Paris 13e (non réalisé)
- 1987-1988 : Schéma d’aménagement de la baie de Tarhazoute au nord d’Agadir, Maroc
- 1988, puis 1991 : Concours puis étude du secteur « Triangle de la folie » avec Yves Lion, La Défense (non réalisé)
- 1988 : TEP et bâtiment à usage de vestiaires, ZAC Saint-Blaise, Paris 20e
- 1988-1989 : Gymnase, commerces et parking, rue de la Goutte d’Or, Paris 18e
- 1989 : Études d’urbanisme de Bois-Colombes
- 1990 : Mission d’architecte conseil de la Grande Arche de la Défense
- 1990 : Étude d’urbanisme de la ville de Sète
- 1988 : Mission pour le Musée national de Brunéi, Bornéo
- 1991 : Aménagement du Point accueil Nord, et de la salle des pas perdus, Place basse, Parc de La Villette, Paris 19e
- 1991-1993 : Étude de bâtiments de bureaux et logements, ZAC du Pont-de-Flandre, Paris 19e
- 1991 : Étude de procédure de développement social urbain du quartier Saint-Augustin, Nice
- 1992-1995 : Immeuble de 43 logements avec commerces et parking, rues de Bagnolet et de la Réunion, Paris 20e
- 1993-1995 : Ensemble de 67 logements PLA et parkings, ZAC Barbusse-Chandon, îlot J, Gennevilliers
- 1993-1995 : Ensemble de 65 logements PLS, ZAC Danton-Fauvelles, Courbevoie
- 1993-1995 : Ensemble de 80 logements PLS, ZAC Berges de Seine, Clichy
- 1993-1994 : Étude d’extension et d’aménagement du club house, Association sportive du Golf d’Étretat
- 1994 : Concours pour un ensemble de 114 logements PLA, ZAC Seine rive gauche, Paris 13e (non réalisé)
- 1994-1995 : Restructuration et extension du plateau médico-technique de néphrologie, Hôpital Necker Enfants malades, Paris 15e
- 1994 : Ensemble de 85 logements PLI, commerces et parkings, ZAC Dupleix, Paris 15e
- 1994-1995 : Ateliers d’artistes et logements, quartier de la Goutte d’Or, rue des Islettes, Paris 18e
- 1995 : Transformation d’un immeuble de bureaux en hôtel de réinsertion puis en 29 logements et ateliers, Paris 19e
- 1996 : Plan d’urbanisme du secteur Beauséjour (60 hectares), Sainte-Marie-de-la-Réunion
- 1997 : Ensemble Georges Brassens (65 logements LLS et 42 logements en accession), Saint-Denis
- 1997 : Aménagement de la Galerie Fournier, rue du Bac, Paris 7e